# Dōkyūsei 2
Dōkyūsei 2 (同級生 2, litt. « Camarades de classe 2 »), également surnommé « Nanpa 2 », est un jeu vidéo de drague pour adultes — parfois également considéré comme un visual novel, un roman vidéoludique en français — développé par ELF et est la suite de Dōkyūsei premier du nom. Dōkyūsei 2 est sorti en 1995 sur MS-DOS puis fut porté en 1997 pour Microsoft Windows. Une version pour PlayStation sortie le 7 août 1997.

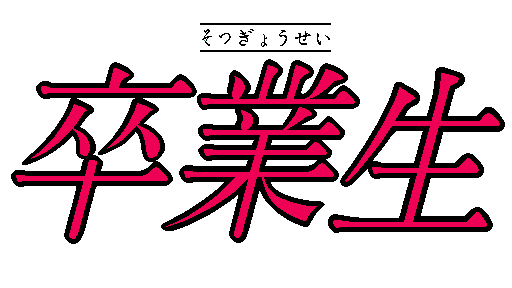
Logo de la version spéciale du jeu, Dōkyūsei 2 Special Sotsugyousei.

Le joueur joue le rôle d'un lycéen. Pendant les vacances d'hiver de la dernière année scolaire (du 22 décembre au 7 janvier), il doit choisir une fille pour en faire sa petite amie. Il a 15 choix possibles, certains personnages sont ses camarades de classe et certains doivent être rencontrés en ville. Le joueur doit rencontrer les filles et se lier d'amitié avec l'une d'elles jusqu'à ce que la relation se développe au point que la fille accepte de devenir sa petite amie.
Une version spéciale nommée Dōkyūsei 2 Special Sotsugyousei (同級生2 Special 卒業生, litt. « Camarades de classe 2 [édition] spécial[e] diplômé ») est disponible pour MS-DOS et Saturn.

## Système de jeu
Le gameplay de Dōkyūsei 2 consiste à se promener dans différents endroits d'une ville et à discuter avec le personnage que le joueur rencontre. Le jeu commence le 22 décembre et se termine le 7 janvier. Pour finir avec une fille, le principal défi est de savoir où va la fille et à quelle heure. Le joueur doit également gérer son argent, le jeu possède un système de monnaie en yens ; le joueur commence avec 5 000 ¥. Le temps s'écoule à chaque action engagée par le joueur. En termes de routes — les branches scénaristiques —, le jeu comporte une route heureuse pour chaque héroïne et une mauvaise route où le joueur finit le jeu tout seul, sans fille. Dans les versions d'origine, un décor entoure la carte de jeu pour économiser une partie des ressources mise à disposition par les anciennes machines faisant tourner le jeu à l'époque, moins puissantes que celles de nos jours.

## Synopsis
Le joueur joue le rôle de Ryunosuke — le nom peut varier (être écrit en hiraganas [りゅうのすけ] ou en kanjis [竜之介] par exemple), voire être modifié dans certaines versions du jeu —, un lycéen. Pendant les vacances d'hiver de la dernière année scolaire (du 22 décembre au 7 janvier), il doit choisir une fille pour en faire sa petite amie. Le jeu se déroule 2 ans après le premier volet de la série et l'action se passe dans une autre ville.
| Vidéos externes |                                                                               |
|                 | Générique d'ouverture du jeu PlayStation 1 sur le compte YouTube lunchibox360 |
|                 | Générique d'ouverture du jeu Saturn sur le compte YouTube lunchibox360        |

## Personnages
- Narusawa Yui (鳴沢 唯?) : Une fille qui appelle Ryunosuke « frère aîné » et qui vit avec lui.
- Mizuno Tomomi (水野 友美?) : Une amie de Ryunosuke depuis qu'ils sont enfants.
- Shinohara Izumi (篠原 いずみ?) : Une bonne amie de Tomomi. Ryunosuke ne peut pas être le petit ami de Tomomi et Izumi en même temps.
- Minamikawa Yoko (南川 洋子?) : Une fille qui se dispute toujours avec Ryunosuke.
- Kato Minori (加藤 みのり?) : Une fille qui travaille dans un magasin appelé « Hiroko ».
- Maijima Karen (舞島 可憐?) : Une fille qui va rarement à l'école depuis qu'elle travaille en tant que vedette.
- Sugimoto Sakurako (杉本 桜子?) : Une patiente de l'hôpital 88.

Les filles suivantes ne sont pas des camarades de classe de Ryunosuke :
- Tsuzuki Kozue (都築 こずえ?) : Une fille qui est une camarade de classe de Ryunosuke, de deux ans sa cadette.
- Narusawa Misako (鳴沢 美佐子?) : La mère de Yui, elle vit avec Ryunosuke.
- Nonomura Misato (野々村 美里?) : Une fille qui travaille comme guide touristique.
- Yasuda Azumi (安田 愛美?) : Une fille qui est une jeune garde d'enfant.
- Tanaka Misa (田中 美沙?) : Une fille qui vient dans la ville de Ryunosuke pendant les vacances. À l'origine, Misa est un personnage de Dōkyūsei. Elle est également présente dans ce volet, car elle est adulée par bon nombre des joueurs de la série.
- Nagashima Sachiko (永島 佐知子?) : La propriétaire de l'auberge Nagashima à Toji Onsen.
- Nagashima Kumiko (永島 久美子?) : Fille de Sachiko, elle veut vivre en ville au lieu de vivre à la campagne.
- Katagiri Mirei (片桐 美鈴?) : La professeur de classe de Ryunosuke.

Personnages masculins du jeu :
- Saionji Aritomo (西御寺 有友?) : Un camarade de classe de Ryunosuke. Il a une famille riche et sa relation avec Ryunosuke n'est pas si bonne.
- Nagaoka Yoshiki (長岡 芳樹?) : Un camarade de classe de Ryunosuke.
- Kawajiri Akira (川尻 あきら?) : Un camarade de classe et un bon ami de Ryunosuke.
- Tendo Shinkansen (天道 新幹線?) : Le professeur d'éducation physique du lycée 88 qui torture toujours ses élèves.

## Postérité

### Version spéciale
Une version spéciale nommée Dōkyūsei 2 Special Sotsugyousei (同級生2 Special 卒業生, litt. « Camarades de classe 2 [édition] spécial[e] diplômé ») est disponible pour Microsoft Windows et Saturn.

### Nouvelle version de 1997
Une nouvelle version du jeu développée par ELF est sortie le 27 août 1999 et réédité en 2007 sous forme de téléchargement — payant — sur internet. Cette nouvelle version contient des images de meilleure résolution et des musiques de haute qualité.

### Adaptations

#### Séries animées OAV

##### Dōkyūsei 2(End of Summer 2)
Cette série est composée de 12 épisodes diffusés du 22 mars 1996 au 18 décembre 1996. Les épisodes contiennent des scènes explicites.
| №  | Titre                                                                                | Date de diffusion |
| -- | ------------------------------------------------------------------------------------ | ----------------- |
| 1  | (fr) (litt.) Pendant la saison des cerisiers en fleurs... (ja) 桜の舞うころ…         | 22 mars 1996      |
| 2  | (fr) (litt.) Début de l'été - Après la pluie (ja) 初夏・雨上がり…                    | 28 juin 1996      |
| 3  | (fr) (litt.) Été - séparation - puis... (ja) 夏・別れ・そして…                       | 27 septembre 1996 |
| 4  | (fr) (litt.) Automne - à la saison des feuilles mortes... (ja) 秋・枯葉の季節に…     | 24 décembre 1996  |
| 5  | (fr) (litt.) Noël blanc (ja) ホワイト・クリスマス                                    | 28 mars 1997      |
| 6  | (fr) (litt.) Météo du cœur - Il y aura des nuages puis... (ja) 心もよう、くもりのち… | 27 juin 1997      |
| 7  | (fr) (litt.) Adieu... Pour toujours... (ja) さよなら…いつまでも…                     | 26 septembre 1997 |
| 8  | (fr) (litt.) Leurs saisons de printemps respectives, puis... (ja) れぞれの春 そして… | 19 décembre 1997  |
| 9  | (fr) (litt.) Au fil du temps... (ja) 刻の流れに…                                     | 27 février 1998   |
| 10 | (fr) (litt.) Une rencontre, puis... (ja) 出会い、そして…                             | 26 juin 1998      |
| 11 | (fr) (litt.) Rêve - après ça... (ja) 夢、それから…                                   | 25 septembre 1998 |
| 12 | (fr) (litt.) L'aîné et la cadette... ou... (ja) 兄妹…それとも…                       | 18 décembre 1998  |

###### Génériques
Le générique d'ouverture est Irozuku koroni... de Hikari Tachibana de l'épisode 1 à 9. Le générique de fin est Sasayakana Yuuki par Hiroe de l'épisode 1 à 5.

###### Supports physiques
La série est disponible sous format DVD depuis le 28 juin 2013.

##### Dōkyūsei 2 Special: Sotsugyousei
Cette série est composée de 3 épisodes diffusés du 10 septembre 1999 au 10 mars 2000. La série est une suite de la série d'Original video animation Dōkyūsei 2 (également titré End of Summer 2).
| № | Titre | Date de diffusion |
| - | --- | ----------------- |
| 1 | (fr) (litt.) Miyuki, Karen et le courage d'un homme (ja) みゆきと可憐のオトコの度胸                                         | 27 août 1999      |
| 2 | (fr) (litt.) Minori, Tomomi et le voyage aux sources chaudes (ja) みのりと友美と温泉旅行                                    | 26 novembre 1999  |
| 3 | (fr) (litt.) Une piscine, une confession d'amour et félicitations, tu as réussi l'examen !? (ja) プールと告白とサクラサク!? | 25 février 2000   |

###### Génériques
Le générique d'ouverture est Irozuku koroni... de Hikari Tachibana de l'épisode 1 à 9. Le générique de fin est Sasayakana Yuuki par Hiroe de l'épisode 1 à 5.

###### Supports physiques
La série est sortie sous format VHS et DVD. Les trois casettes VHS sont sorties respectivement le 27 août 1999, le 26 novembre 1999 et le 25 février 2000 tandis que les trois DVD sont sortis respectivement le 10 septembre 1999, le 10 décembre 1999 et le 10 mars 2000 ; une édition DVD dite « Perfect Collection » est sortie le 28 juin 2013.

## Voir également
- Dōkyūsei (série de jeux vidéo)